# Polyplectropus rectangulus
Polyplectropus rectangulus is een schietmot uit de
familie Polycentropodidae. De soort komt voor in het Oriëntaals gebied.